# 在泪水中离开
在泪水中离开（西班牙语：Llorando se fue）是一首玻利维亚民歌，由洛斯·卡亚卡斯于1981年录制在专辑《唱给故乡女子的歌》（西班牙语：Canto a la mujer de mi pueblo）中。这首歌自80年代以来在拉丁美洲非常流行，并在世界各地被多次翻唱，改编。Kaoma的版本《Lambada》令其风靡欧洲，却是未经授权的使用，在一次成功的诉讼后Kaoma支付了款项。其他版本包括Ivete Sangalo、Red Fox的《Pose Off》、Jennifer Lopez的2011年单曲《On the Floor》、Don Omar的《Taboo》和Wisin & Yandel的《Pam Pam》、蔡齡齡的《人生嘉年華》等。

## 旋律
根据冈萨罗·赫尔莫萨（Gonzalo Hermosa）的说法，《Llorando se fue》采集了一个小型的、怀旧的安第斯旋律。它是一个悲伤而缓慢的萨亚节奏，融合了非洲和玻利维亚元素，用西班牙语演唱。。
原始录音包括一个3小节的A主题和一个4小节的B主题，这里将它们转调为A小调。